# Blanche comme le lait, rouge comme le sang
 (septembre 2019).
Si vous disposez d'ouvrages ou d'articles de référence ou si vous connaissez des sites web de qualité traitant du thème abordé ici, merci de compléter l'article en donnant les références utiles à sa vérifiabilité et en les liant à la section « Notes et références ».
Blanche comme le lait, rouge comme le sang est un roman d'Alessandro d'Avenia paru en 2011 aux éditions Jean-Claude Lattès. Il a été repris au Livre de Poche en 2012.

## Résumé
Leo est un adolescent de 16 ans comme tant d’autres : il aime ses copains, le foot, les virées en scooter, et vit en symbiose parfaite avec son iPod. Les heures de cours sont pour lui une torture, et les professeurs constituent « une espèce protégée qui, on l’espère, s’éteindra définitivement ». Ainsi, lorsque se présente un nouveau remplaçant d’histoire et de philo, il n'en attend rien de bon. Mais le jeune professeur est différent : une lumière brille dans ses yeux quand il explique, quand il incite les élèves à vivre intensément, à poursuivre un rêve. Leo sent en lui la force d’un lion, mais il a un ennemi effrayant : le blanc. Le blanc, c’est l’absence ; dans sa vie, tout ce qui concerne la privation et la perte est blanc. Le rouge, en revanche, est la couleur de l’amour, de la passion, du sang. Les cheveux de Beatrice sont roux. Oui, car Leo a un rêve qui se nomme Beatrice, même si elle l’ignore encore. Leo a aussi une réalité, plus proche et, comme toutes les présences proches, difficile à distinguer : son amie Silvia. Leo découvre que Beatrice est malade et que sa maladie est en rapport avec ce blanc qui l’effraie tant. Il lui faudra creuser en lui, saigner et renaître pour comprendre que les rêves ne peuvent pas mourir et trouver le courage de croire en quelque chose de plus grand.

## Distribution
Le livre a été traduit en dix-neuf langues et a atteint un million d'exemplaires dans les premiers mois de 2013, ce qui en fait un succès d'édition international. En 2014, dans la seule Italie, plus de 700 000 exemplaires avaient été vendus, dont 170 000 pour la première année de publication.

## Adaptation cinématographique
Le roman a été adapté en 2013 par Giacomo Campiotti, sous le nom de Bianca come il latte, rossa come il sangue. L'auteur a été scénariste du film.